# Axinyssa variabilis
Axinyssa variabilis är en svampdjursart som först beskrevs av Lindgren 1897.  Axinyssa variabilis ingår i släktet Axinyssa och familjen Halichondriidae. Inga underarter finns listade i Catalogue of Life.